# 勇足站

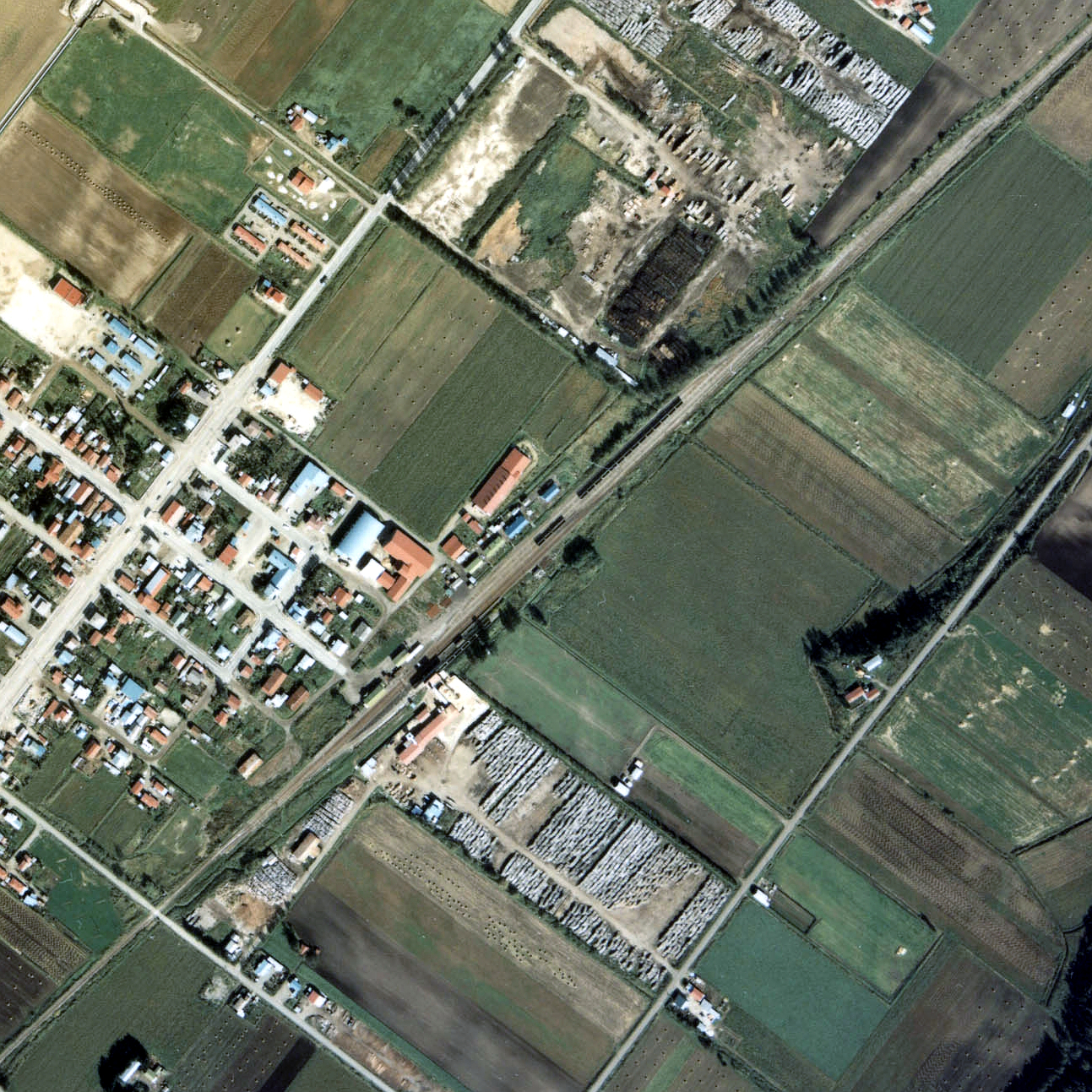
1977年國鐵池北線時代的勇足站與方圓750米範圍。右上方是北見方向。車站鄰近靠近南本別站的製糖所專用線，並與本線並行。

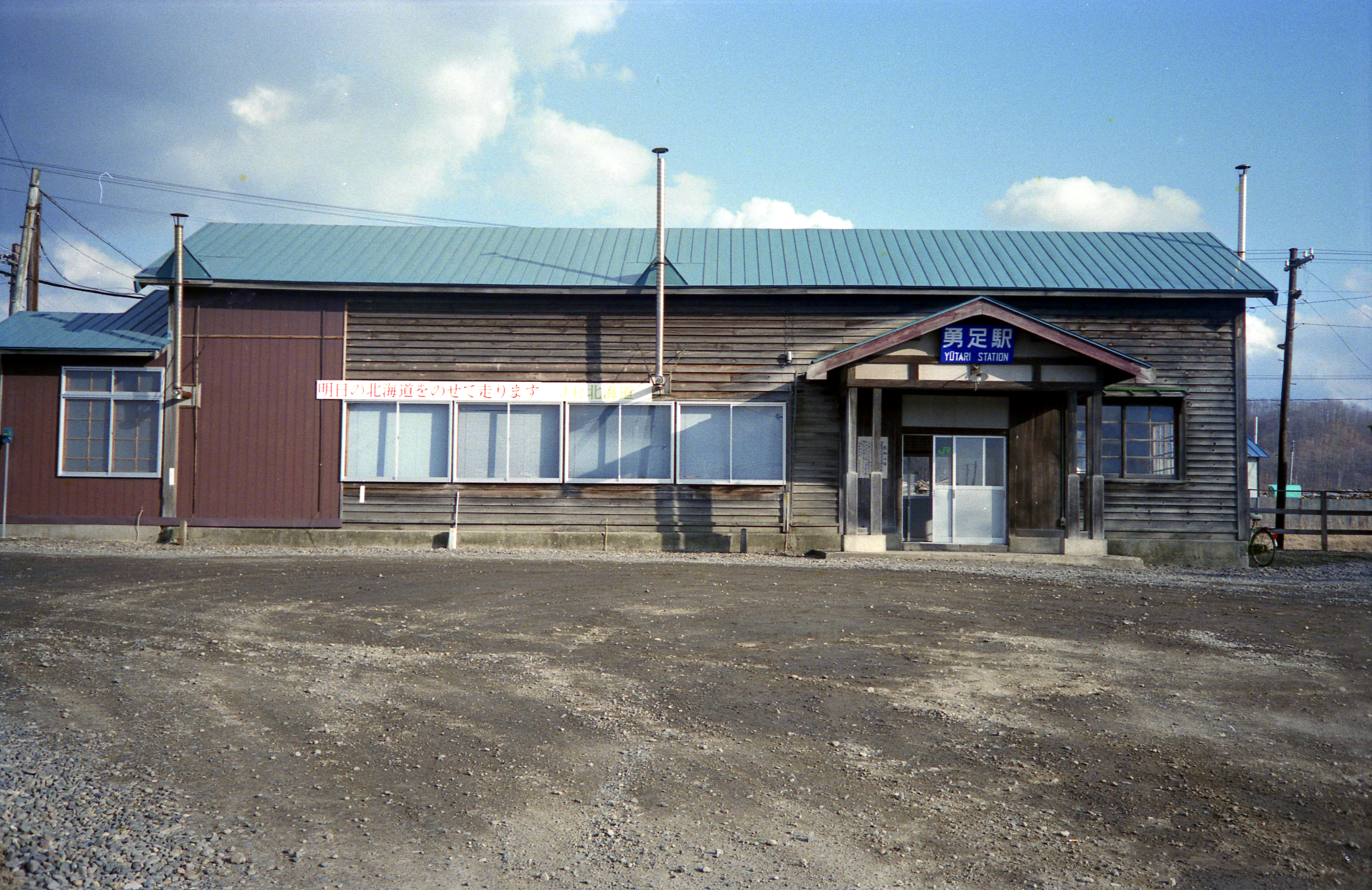
JR北海道時代的勇足站（1989年3月）

勇足站（日语：／ Yūtari eki */?）是位於北海道中川郡本別町勇足元町24番14號，北海道池北高原鐵道的故鄉銀河線車站（廢站）。隨著故鄉銀河線廢線，車站在2006年（平成18年）4月21日廢除。

## 歷史
- 1910年（明治43年）9月22日 - 鐵道院網走線池田站至淕別站之間開通，此站啟用[3]。當時為一般車站[4]。
- 1912年（大正元年）11月18日 - 池田至網走路線改名為網走本線[1]。
- 1949年（昭和24年）6月1日 - 日本國有鐵道成立，成為日本國有鐵道車站。
- 1961年（昭和36年）4月1日 - 池田至北見之間改名為池北線，成為池北線車站[1][5]。
- 1962年（昭和37年）11月10日 - 大日本製糖（後來為北海道糖業）本別工場開始作業，專用線開始使用。
- 1984年（昭和59年）2月1日 - 結束處理貨物和行李[6]。製糖工場專用線廢除。
- 1986年（昭和61年）
  - 10月29日 - 交會設備廢除[7]。
  - 11月1日 - 成為無人車站[8]。
- 1987年（昭和62年）4月1日 - 伴隨國鐵分割民營化，車站由北海道旅客鐵道（JR北海道）營運[9]。
- 1989年（平成元年）6月4日 - 北海道池北高原鐵道繼承池北線[1][10][11][12][13][14][15]。
- 1993年（平成5年）11月27日 - 車站大樓翻新[16]。
- 2006年（平成18年）4月21日 - 故鄉銀河線全線廢除[2][17]，此站也廢除。

## 車站構造
截至車站廢除前，此站是地面車站，設有1面1線的單式月台。此站是無人車站。車站大樓同時是一座社區中心。
在1986年（昭和61年）10月28日前，此站設有列車交會設備，可進行列車交會。
曾經此站至南本別站後方之間設有北海道糖業（合併前為大日本製糖）本別製糖所專用線。

## 現況
車站大樓現時繼續為社區中心。

## 站名的由來
車站名稱取自當地地名。地名源自阿伊努語的「エサンピタㇻ（e-san-pitar）」，（頭、在前面（靠近海濱一方）、川原），後來演變為「勇足」。

## 車站周邊
- 北海道道659號勇足停車場線
- 國道242號（日语：国道242号）、北海道道134號本別士幌線（日语：北海道道134号本別士幌線）
- 本別警署（日语：本別警察署）勇足駐在所
- 勇足郵局
- 十勝巴士（日语：十勝バス）「勇足」巴士站

## 相鄰車站
北海道池北高原鐵道
故鄉銀河線
大森－勇足－南本別

## 注腳
1. 1 2 3 4   田中和夫（監修）. . 上巻 国鉄・JR線. 北海道新聞社（編集）. 2002-07-15: 236–237頁. ISBN 978-4-89453-220-5. ISBN 4-89453-220-4 （日语）.
2. 1 2 3  北見現代史編集委員会（編集）. . 北見市: 981頁. 2007-01 （日语）.
3. ↑  《官報》1910年09月17日 鐵道院告示第81号 （页面存档备份，存于）（國會圖書館）
4. ↑  《JR釧路支社》 p. 79。
5. ↑  《JR釧路支社》 p. 96
6. ↑  《JR釧路支社》 p. 113
7. 1 2  《JR釧路支社》 p. 116
8. ↑  《JR釧路支社》 p. 117
9. ↑  太田幸夫.  1. 札幌市: 富士コンテム. 2004-02-29: 139. ISBN 4-89391-549-5 （日语）.
10. ↑  田中和夫（監修）. . 下巻 SL・青函連絡船他. 北海道新聞社（編集）. 2002-12-05: 222頁–223頁. ISBN 978-4-89453-237-3. ISBN 4-89453-237-9.
11. ↑  北見現代史編集委員会（編集）. . 北見市: 952頁,954頁. 2007-01 （日语）.
12. ↑  ふるさと銀河線10周年記念事業実行委員会（編集）. : 21–24頁、95頁. 1999-06-04 （日语）.
13. ↑  . 北海道新聞 (北海道新聞社). フォト北海道（道新写真データベース）. 1989-06-03  [2016-11-25]. （原始内容存档于2016年11月25日） （日语）.
14. ↑  《JR釧路支社》 p. 122
15. ↑  《10年》 p. 105
16. ↑  《10年》 p. 108
17. ↑  . 北海道新聞 (北海道新聞社). フォト北海道（道新写真データベース）. 2006-04-21  [2016-11-25]. （原始内容存档于2016年11月25日） （日语）.
18. ↑  在全國専用線一覧中，作業距離為2.4公里，總長度為5.0公里。
19. ↑   (PDF). アイヌ語地名リスト. 北海道 環境生活部 アイヌ政策推進室. 2007  [2017-10-19]. （原始内容存档 (PDF)于2018-05-13）.
20. ↑  札幌鉄道局編 (编). . 北彊民族研究会. 1939: 100. NDLJP: 1029473 （日语）.